# Église Saints-Pierre-et-Paul d'Obernai
Pour les articles homonymes, voir Église Saints-Pierre-et-Paul.
L'église Saints-Pierre-et-Paul est un monument historique situé à Obernai, dans le département français du Bas-Rhin.

## Localisation
Ce bâtiment est situé rempart Monseigneur-Freppel à Obernai.

## Historique
L'édifice abrite l'autel du Saint-Sépulcre qui fait l'objet d'un classement au titre des monuments historiques depuis 1900.
Le cœur de Monseigneur Freppel (1827-1891), évêque d'Angers et député du Finistère, fondateur de l'Université catholique de l'Ouest, est conservé dans l'église.

## Architecture

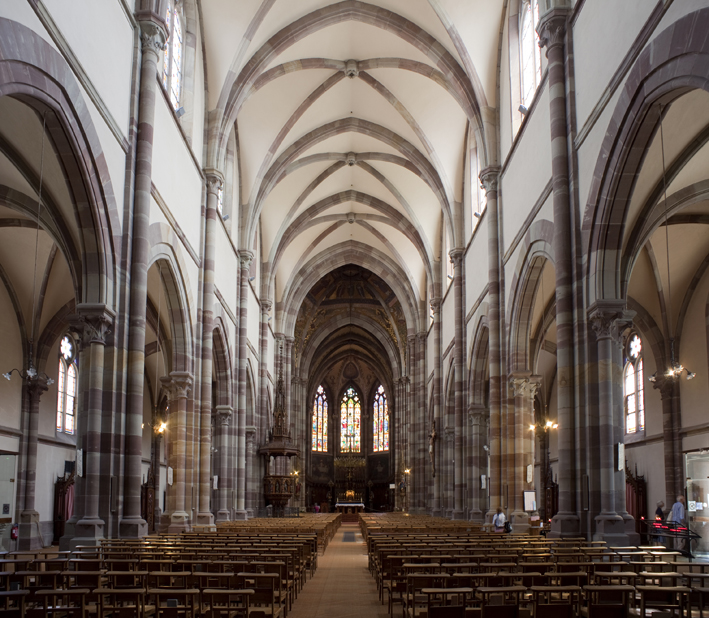
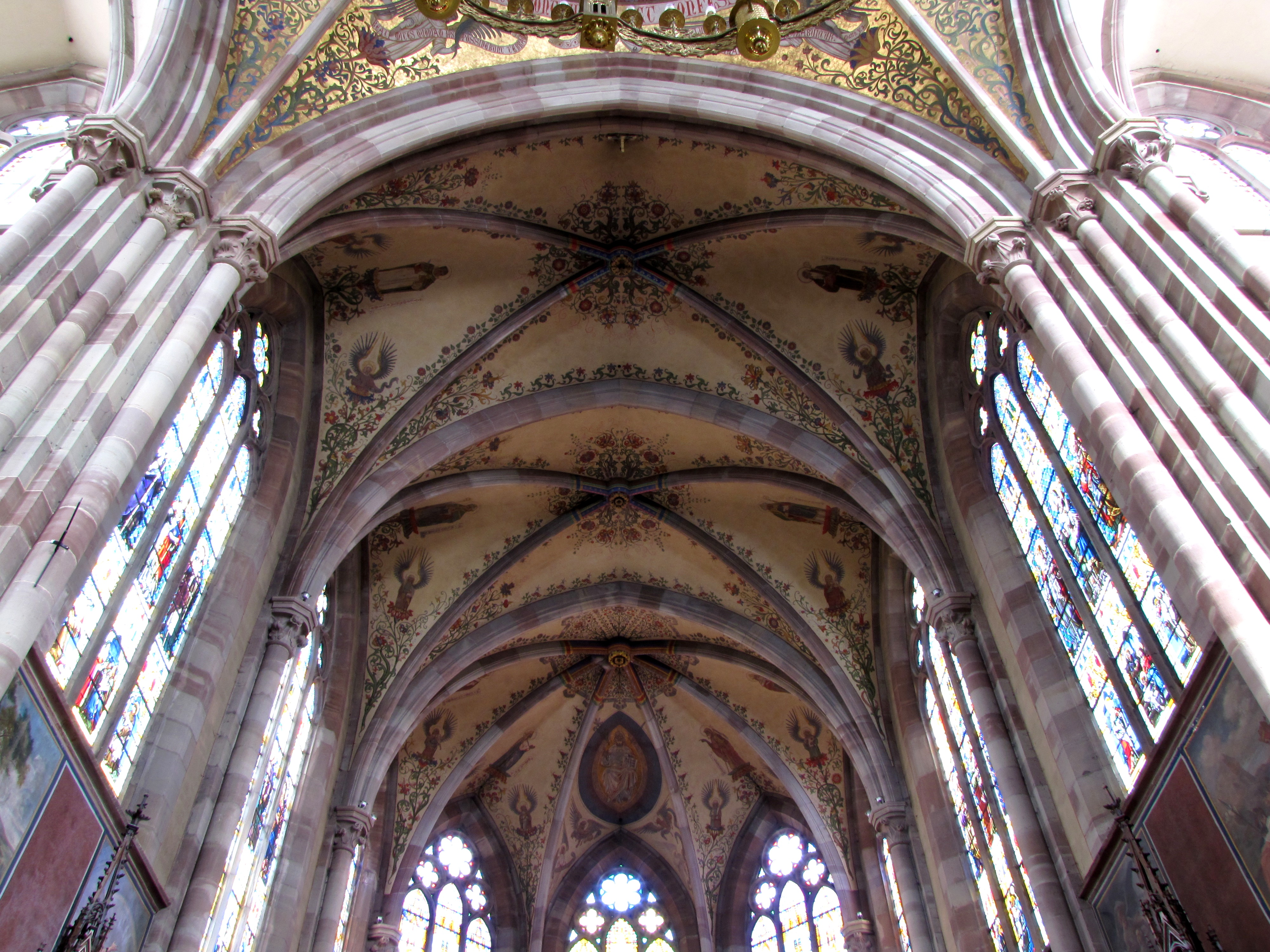
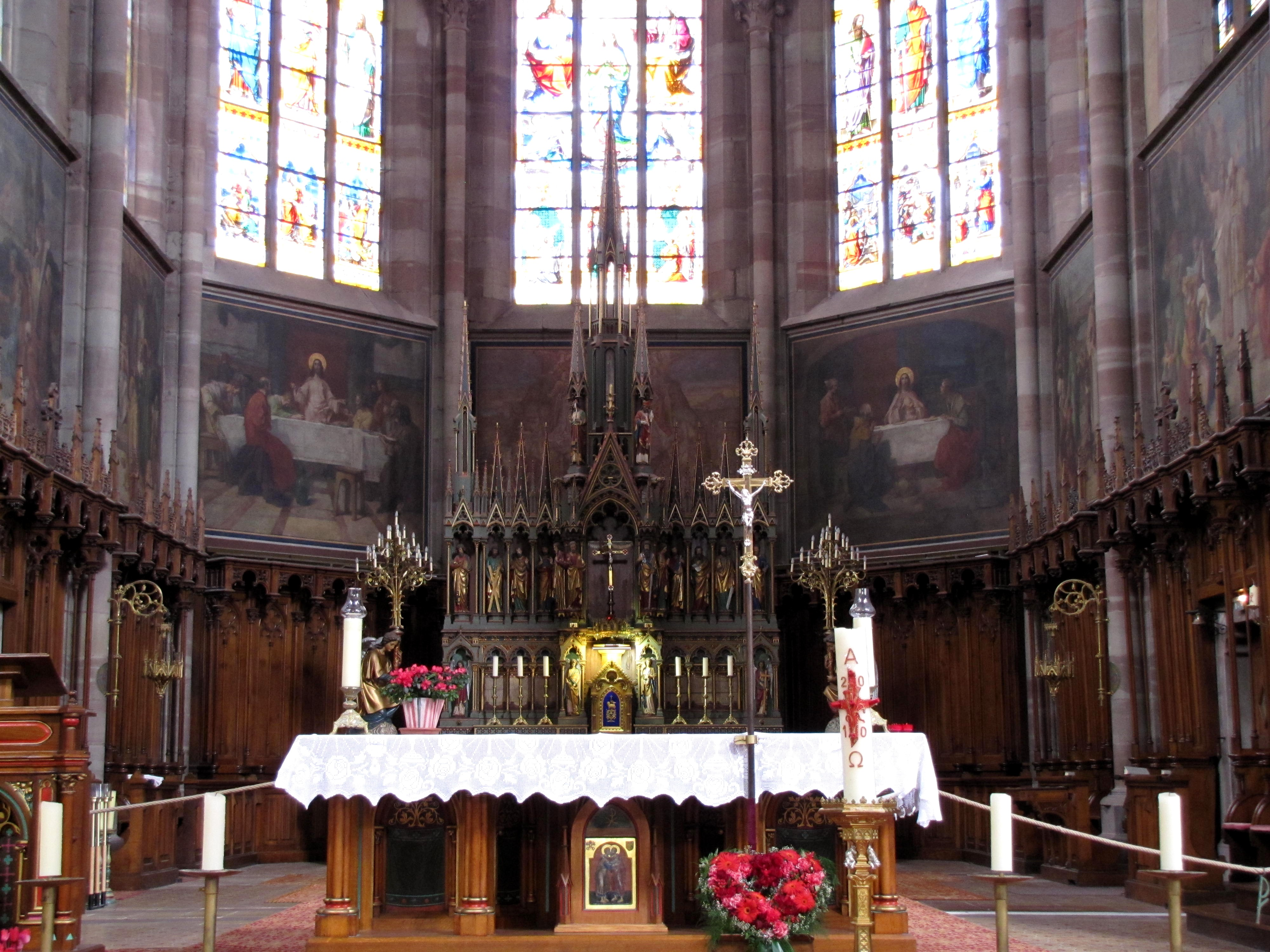
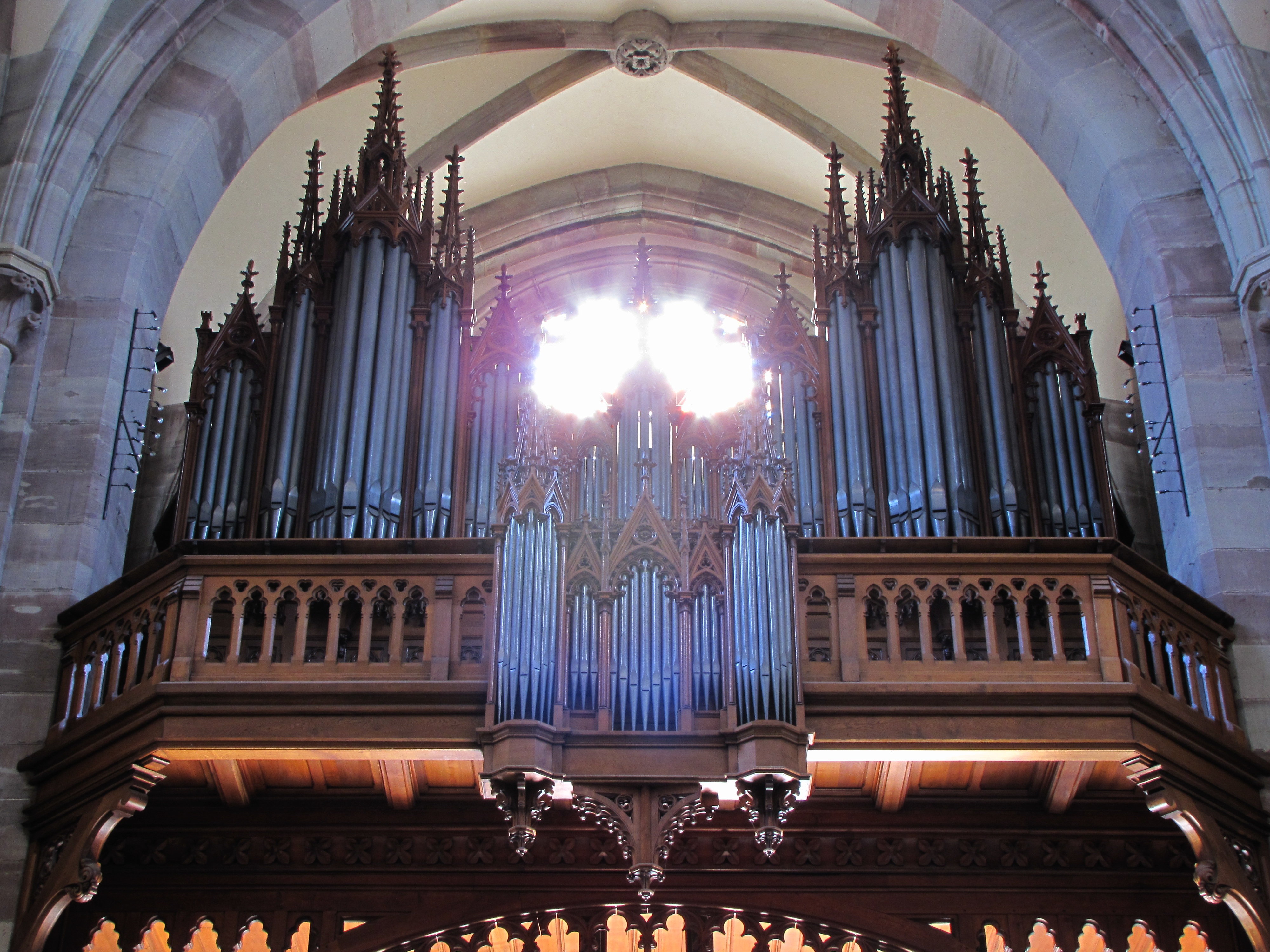

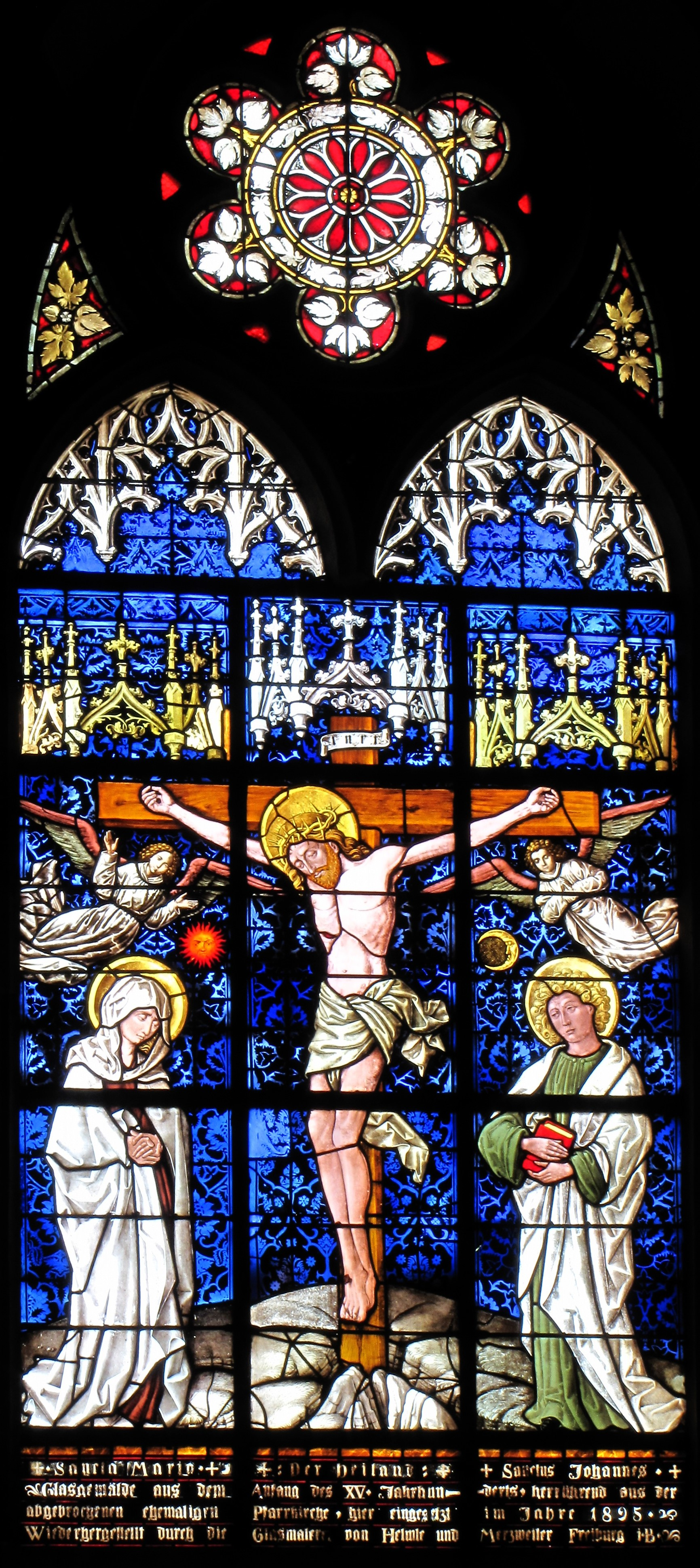
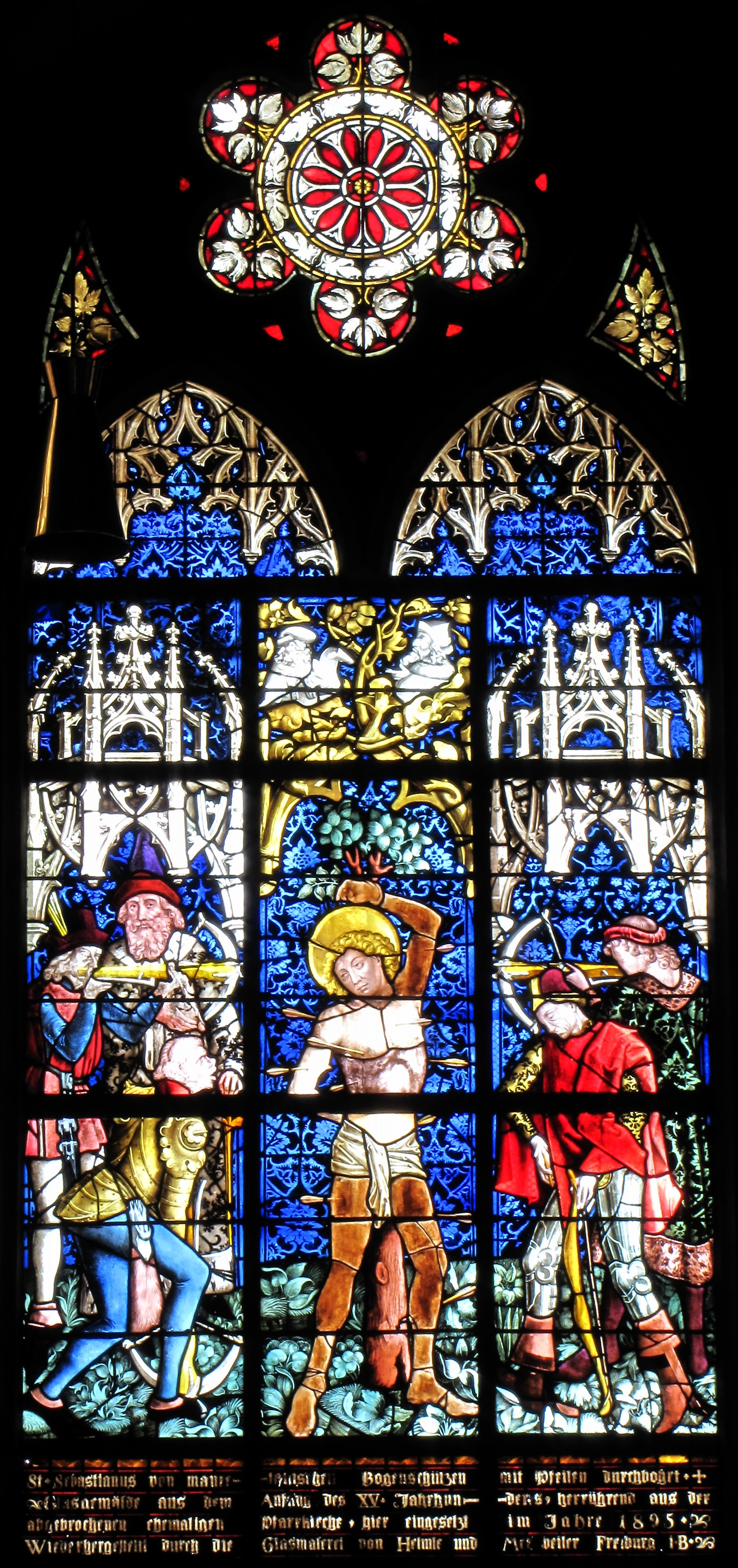
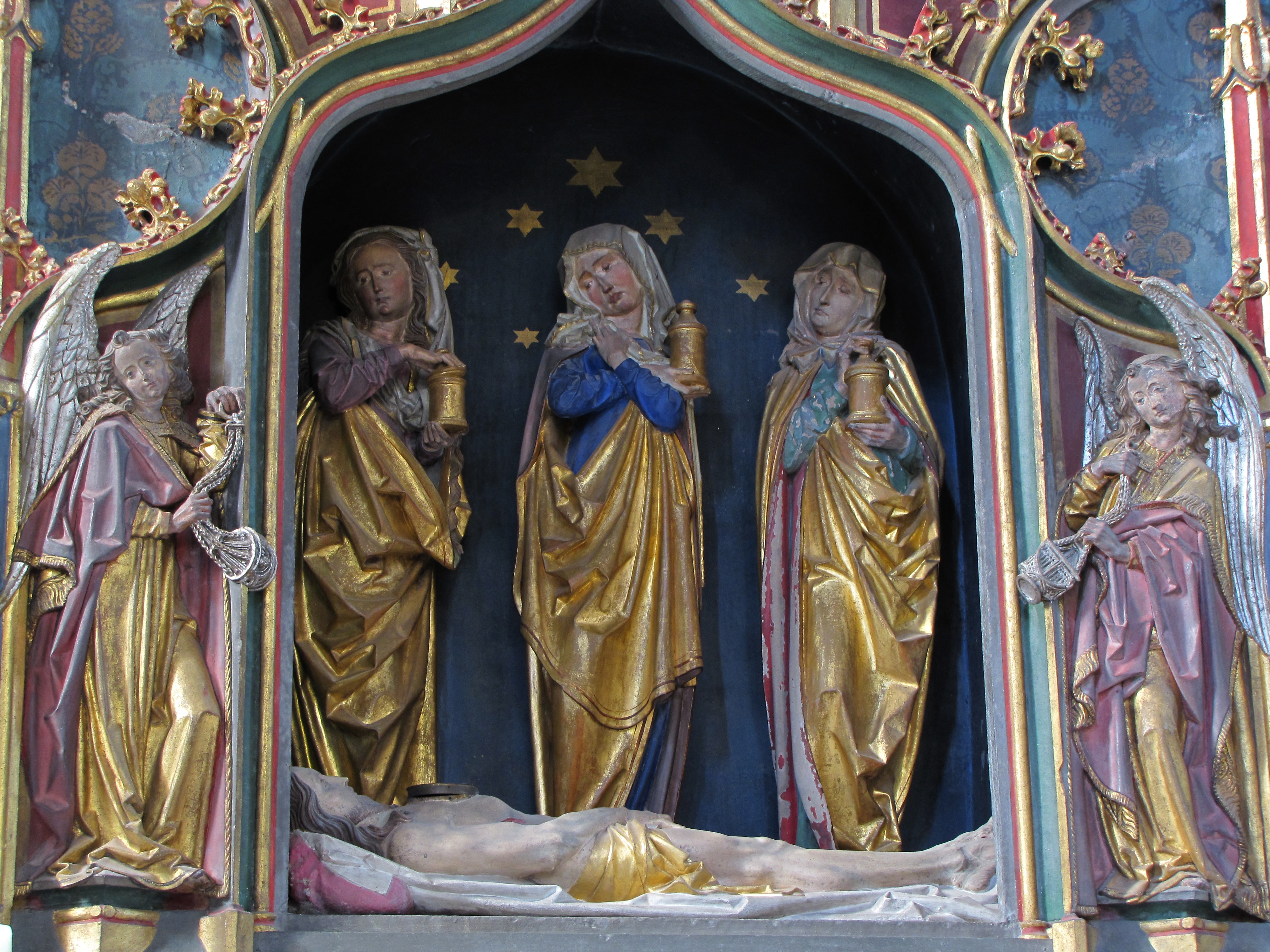
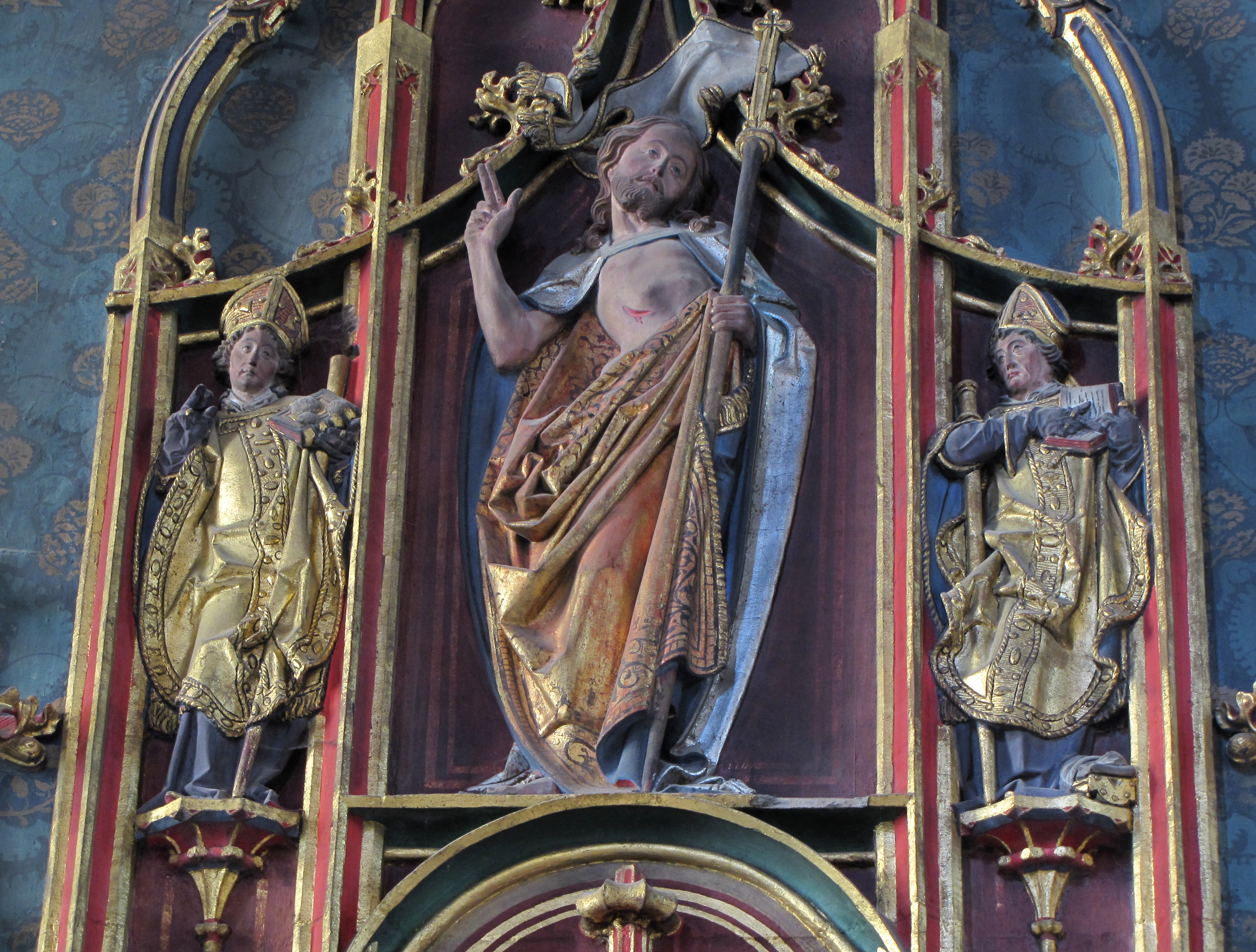